# Лемех (архитектура)

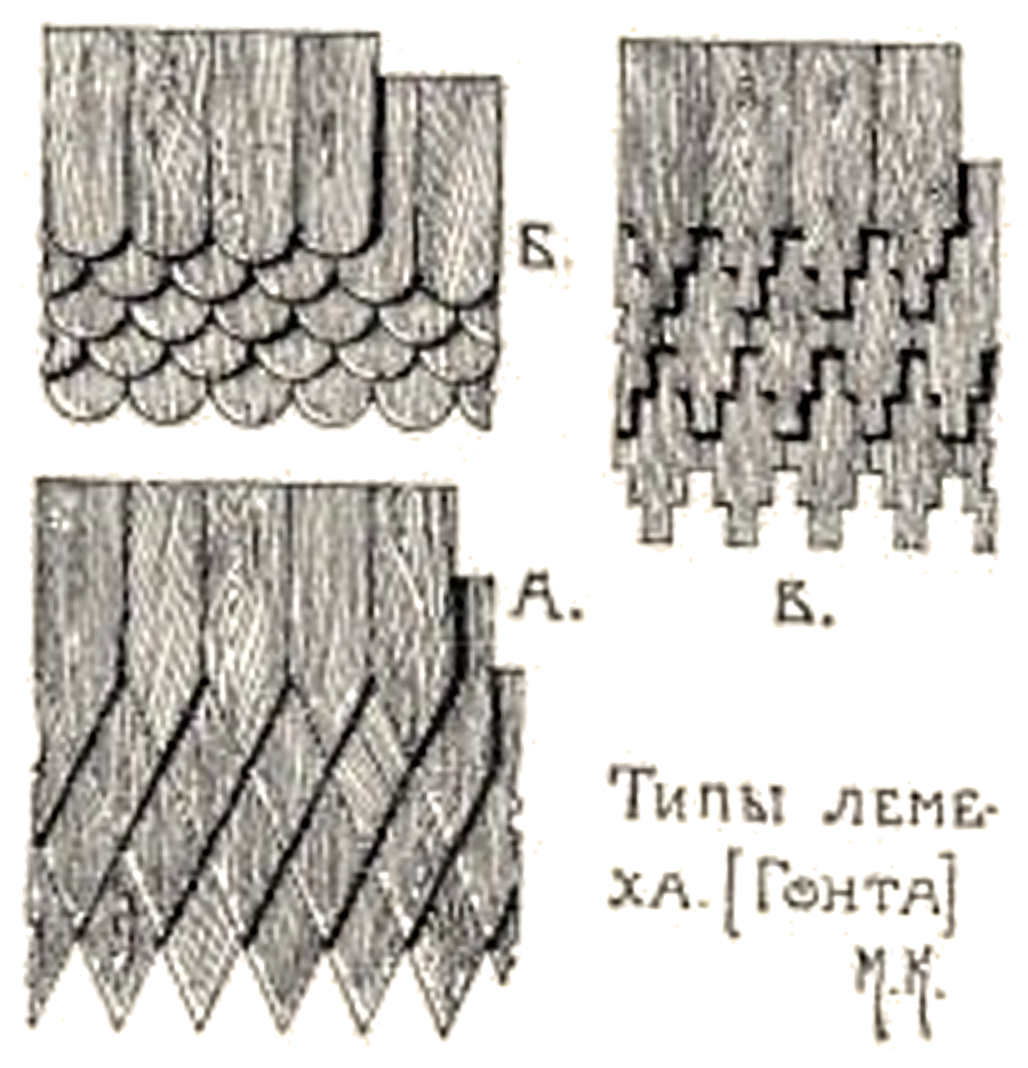
Виды лемеха: А — заострённый, Б — закруглённый, В — городчатый

Ле́мех (русская черепица) — в русской деревянной архитектуре продолговатые слегка изогнутые дощечки в форме лопатки, служащие для покрытия глав шатров и других округлых форм, наподобие черепицы.

## Этимология
Назван «лемехом» из-за своей формы, сходной с режущей частью плуга.

## Описание
Брёвна рубили топором, поскольку при поперечной рубке древесины её поры забиваются и становятся недоступными для влаги. Преимущественно использовали осину благодаря её податливости при обработке, увеличении прочности позже под воздействием дождя и снега, и приобретаемому со временем серебристому отливу. Узкой осиновый (или дубовый, клиновый) тёс разрубали на мелкие дощечки, концы которых заостряли в виде ступенчатого клина (городчатый) либо полукругом (Лампожненская церковь в Архангельской области) или треугольным завершением. Профиль лемеха имеет выпуклую форму (сообразно покрываемой поверхности), что значительно усложняет его изготовление и повышает требования к качеству древесины. Длина одного элемента — до 50 см. Прибиваются рядами, внахлёст.
В современном храмовом строительстве и в зодчестве Древней Руси использовался для покрытия куполов, бочек, кокошников, шатров, шей и других элементов кровель («чешуйчатое обивание»). Например, 30 тысяч лемешин понадобилось для покрытия Преображенской церкви.

## Галерея

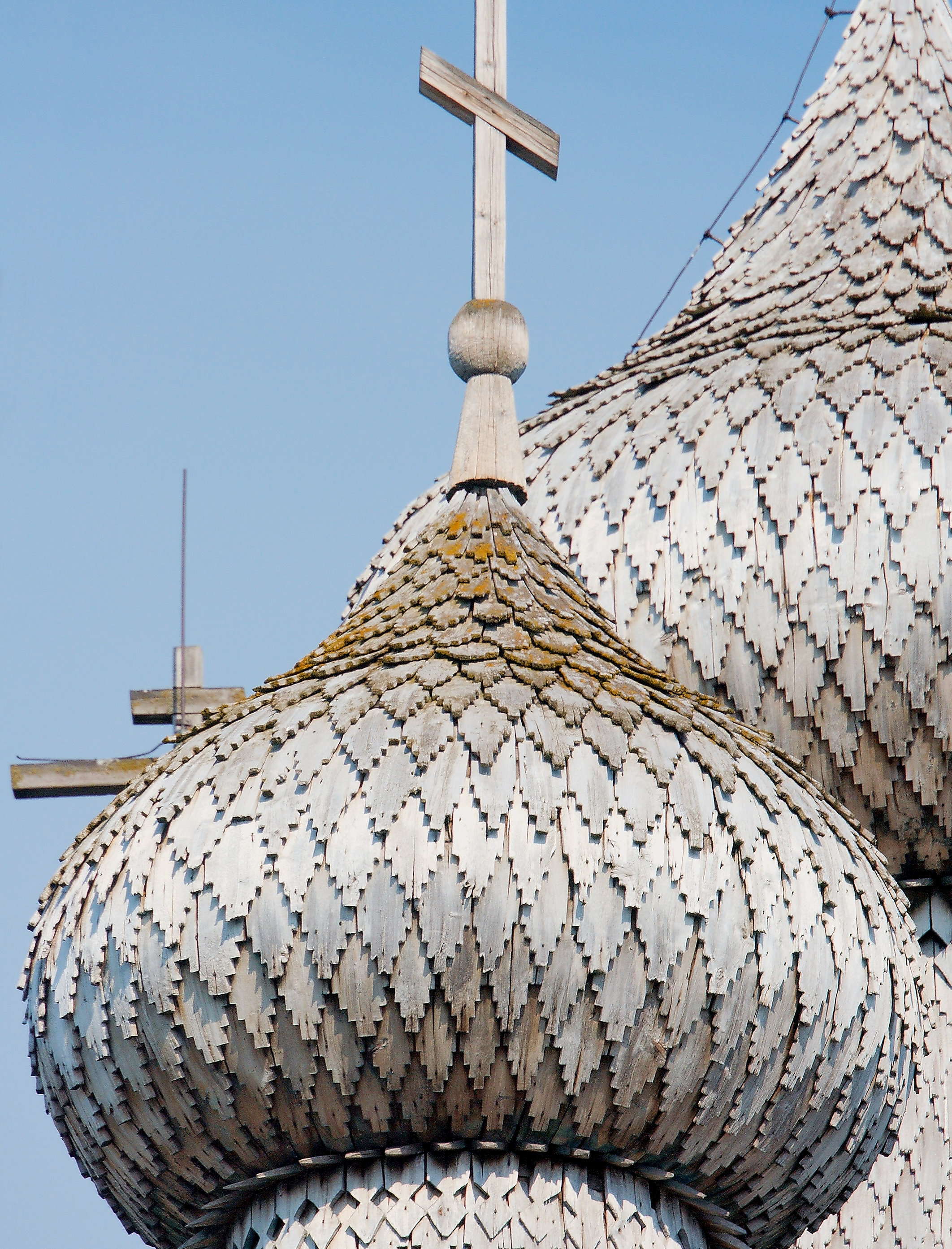
Кижи, лемеховая кровля церкви Преображения Господня
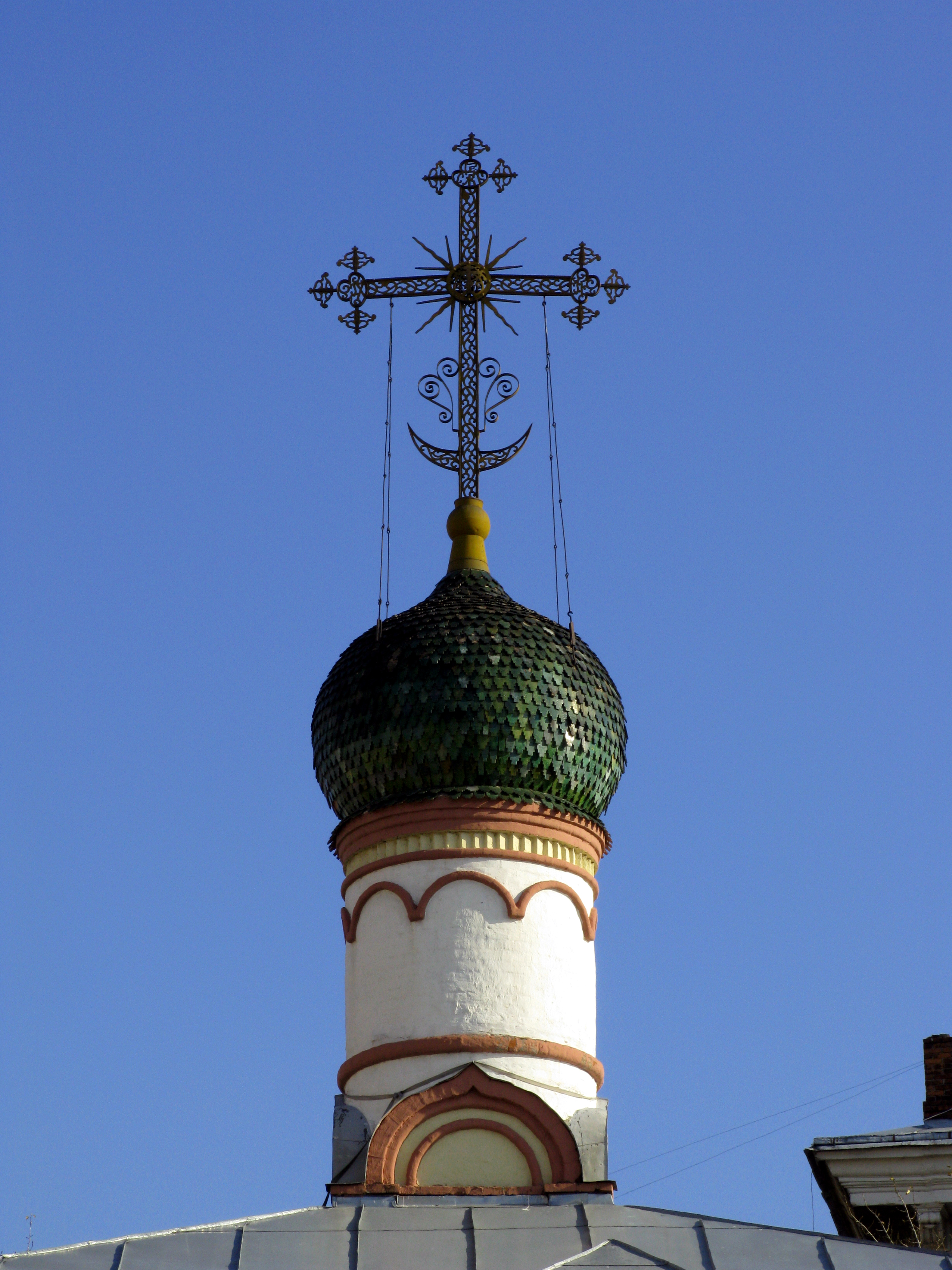
Крытая лемехом глава церкви Трёх Святителей на Кулишках в Москве
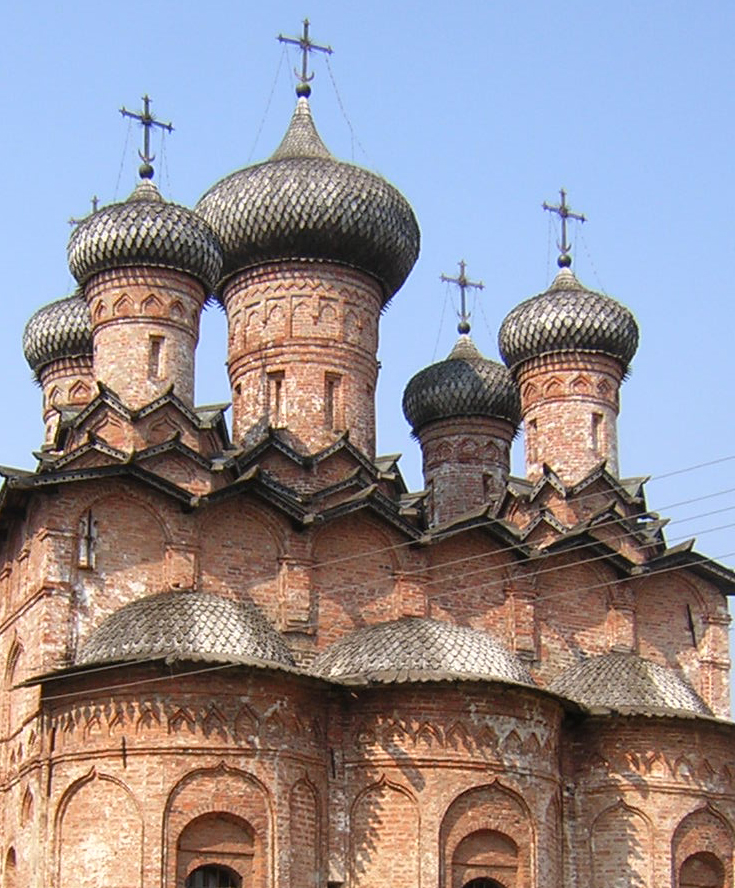
Купола и апсиды, крытые лемехом. Церковь Троицы Духова монастыря в Великом Новгороде